# Alain Daniélou

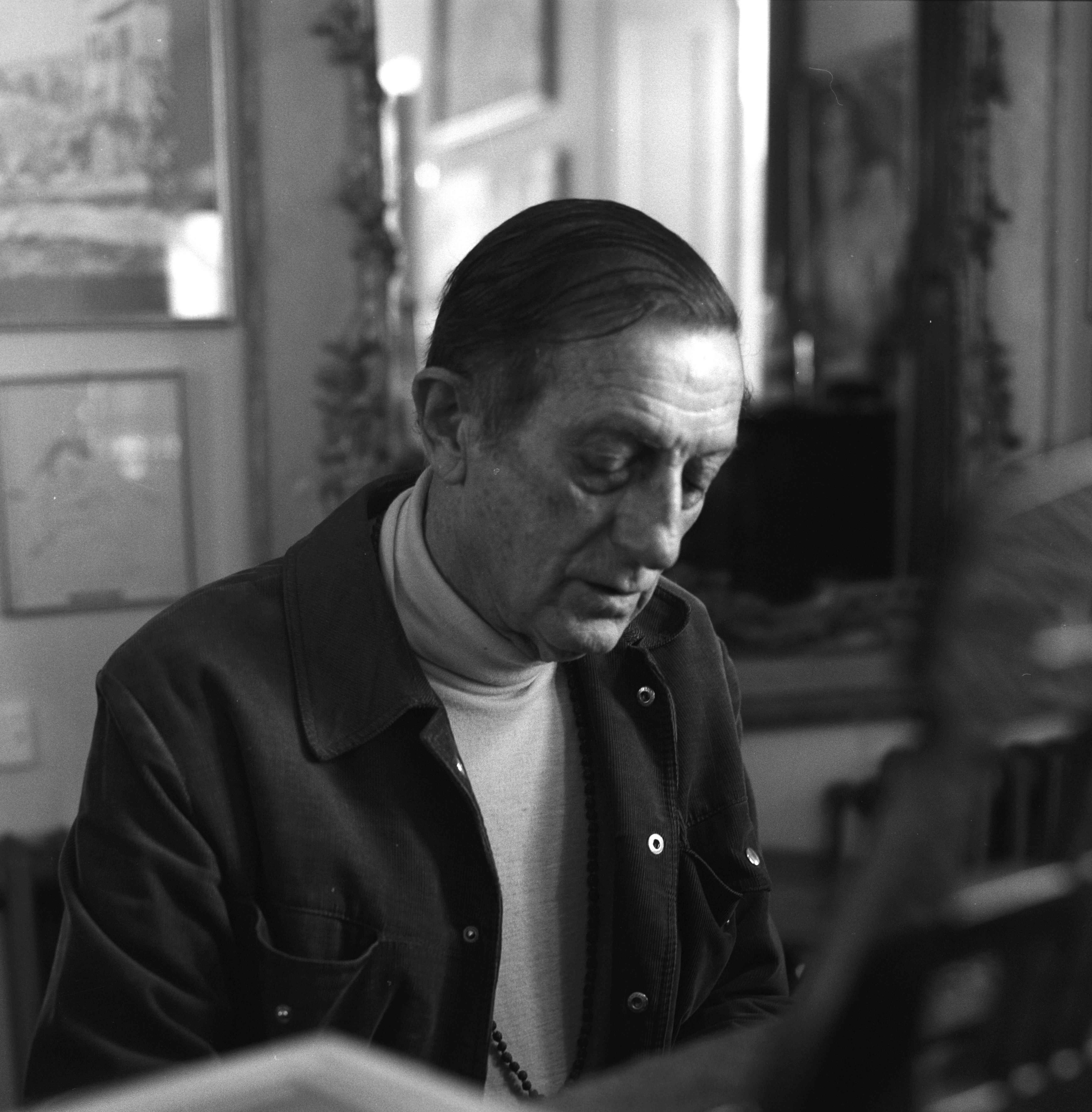
Alain Daniélou

Alain Daniélou (* 4. Oktober 1907 in Neuilly-sur-Seine, Hauts-de-Seine; † 27. Januar 1994 in Lonay, Schweiz) war ein französischer Indologe, Musikwissenschaftler, Autor und Hochschullehrer.

## Leben
Daniélous Vater war der bretonische Politiker Charles Daniélou und seine Mutter Madeleine Clamorgan gründete eine christliche Bildungsorganisation für Lehrerinnen. Einer seiner Brüder war der römisch-katholische Prälat Jean Daniélou, seine Schwester Catherine war die Frau von Georges Izard.
Daniélou studierte Gesang unter Charles Panzéra sowie klassischen Tanz bei Nikolai Legat und Komposition bei Max d’Ollone.
Sein Lebensgefährte ab 1931 war Raymond Burnier, schweizerischer Fotograf und späterer Ehemann von Radha Burnier. Mit ihm reiste er 1932 nach Indien, wo beide von der Kultur und Kunst des Landes begeistert waren. Unter anderem besuchten sie die Tempel von Khajuraho und erreichten mit ihren Fotos der Tempelanlagen später internationale Aufmerksamkeit. Die erste Fotoausstellung im New Yorker Metropolitan Museum zeigte Bilder, die von Daniélou in Khajuraho aufgenommen wurden.
In den folgenden Jahren schrieb Daniélou mehrere indologische Bücher über die Weisheiten des Veda, indische Philosophie und Shivaismus. Im Jahr 1949 erhielt Daniélou eine Anstellung als Professor an der hinduistischen Banaras Hindu University und wurde Direktor am Kolleg für indische Musik. Im Jahr 1963 gründete er das Internationale Institut für Vergleichende Musikstudien und Dokumentation in West-Berlin und war dessen erster Direktor bis um 1975. In den 1960er-Jahren gab er über dieses Institut die Schallplatten-Reihe Unesco Collection: A Musical Anthology of the Orient (deutscher Titel: Musik des Orients) heraus.
Daniélou schrieb mehr als 30 Bücher über indische Musik und Kultur. Daneben war er als Maler und Fotograf tätig. Daniélou studierte klassische indische Musik in Varanasi mit Shivendranath Basu und erlernte das traditionelle indische Zupfinstrument Vina. Er schrieb Werke zur klassischen indischen Musik und übersetzte einige Werke des indischen Mönches Swami Karpatri, der ihn in den Shivaismus einführte.

## Werke
Indische Religion, Philosophie und Gesellschaft
- Yoga, Méthode de Réintégration. Édition de L’Arche, 1951, ISBN 2-85181-022-7
- L’Histoire de l’Inde. Fayard, 1971, 1983, ISBN 2-213-01254-7
- Shiva et Dionysos, La Religion de la Nature et de l’Eros, de la préhistoire à l’avenir. Arthème Fayard, 1979, ISBN 2-213-01762-X
- La Fantaisie des Dieux et l’Aventure Humaine. Éditions du Rocher, 1985, ISBN 2-268-01323-5
- Le Destin du monde d’après la tradition shivaïte. Albin Michel, 1992, ISBN 2-226-05971-7
- Les Quatre Sens de la Vie et la structure sociale de l’Inde Traditionnelle. Éditions du Rocher, Paris, 1992, ISBN 2-268-01403-7
- Le Phallus. Édition Pardès, 1993, ISBN 2-86714-115-X
- Mythes et Dieux de L’Inde, le polythéisme hindou. Édition Champ-Flammarion, 1994, ISBN 2-08-081309-9
- L’Érotisme divinisé. (Vorwort von Jean-Louis Gabin) Édition du Rocher, 2002
- La correspondance entre Alain Daniélou et René Guénon. Édition Leo S. Olschki, 2002, ISBN 88-222-5099-0
- La Civilisation des différences. (Vorwort von Jean-Louis Gabin) Éditions Kailash, 2003, ISBN 2-84268-097-9
- Shivaïsme et Tradition primordiale (Vorwort von Jean-Louis Gabin) Éditions Kailash, 2004, ISBN 2-84268-103-7
- Approche de l’hindouisme. (Einführung und Nachwort von Jean-Louis Gabin) Éditions Kailash, 2004, ISBN 2-84268-111-8
- Yoga, Kâma le corps est un temple. (Vorwort von Jean-Louis Gabin) Édition Kailash, 2006, ISBN 2-84268-126-6

Musik
- La Musique du Laos et du Cambodge. Institut Français d’Indologie, 1957
- Tableau Comparatif des Intervalles Musicaux. Institut Français d’Indologie, 1958
- Textes des Purâna sur la théorie musicale. Institut Français d’Indologie, 1959
- Le Gitalamkara L’ouvrage original de Bharata sur la Musique. Institut Français d’Indologie, 1959
- Traité de Musicologie Comparée, éditions Hermann, 1959, ISBN 2-7056-1265-3
- Trois Chansons de Rabîndranâth Tagore. Éditions Ricordi, 1961
- La Musique de l’Inde du Nord. Éditions Buchet-Chastel, 1966, ISBN 2-85194-383-9
- Sémantique Musicale, Essai de Psychophysiologie auditive. Éditions Hermann, 1967, ISBN 2-7056-1334-X
- Aus dem Sanskrit übersetzt: Bharata Nâtyam, Danse classique de l’Inde. Nandikeshvara, Publication de l’Institut International d’Études Comparatives de la Musique, 1970
- La Situation de la Musique et des Musiciens dans les Pays d’Orient. Éditions Léo S. Olschki, 1971
- Zusammen mit Kapila Vatsyayan: Kathakali, Le théâtre dansé de l’Inde. Publication de l’Institut International d’Études Comparatives de la Musique, 1971
- Origines et pouvoirs de la musique. (Vorwort von Jean-Louis Gabin) Éditions Kailash, 2003, ISBN 2-84268-090-1
- Poèmes chantés – Rabîndranâth Tagore. Éditions Michel de Maule, 2005, ISBN 2-87623-147-6

Auf Deutsch
- Einführung in die indische Musik. (Taschenbücher zur Musikwissenschaft, Band 36) Heinrichshofen’s Verlag, Wilhelmshaven 1975
- Südasien. Die indische Musik und ihre Traditionen. Musikgeschichte in Bildern. Band 1: Musikethnologie. Lieferung 1. Deutscher Verlag für Musik, Leipzig 1978
- Shiva und Dionysos. Die Religion der Natur und des Eros. Übers. von Rolf Kühn, Text & Dialog, Dresden 2020.

## Diskografie
- Unesco Collection: A Musical Anthology of the Orient
- Anthology of Indian Classical Music – A Tribute to Alain Daniélou
- Musiciens et Danseurs de la caste des Ahirs, 1951
- Religious Music of India, 1952
- Musical Sources (Philips, Holland)
- Anthology of North Indian Classical Music – (Bärenreiter-Musicaphon, Kassel)

## Preise und Auszeichnungen (Auswahl)
Daniélou war Officier der Légion d’Honneur, Offizier des Ordre National du Mérite und Commandeur des Arts et des Lettres.  1981 erhielt er den UNESCO/CIM-Preis für Musik und 1987 die Kathmandu-Medaille der UNESCO.